# Make a Change… Kill Yourself
Make a Change… Kill Yourself ist eine dänische Metal-Band rund um den Musiker Ynleborgaz der Band Angantyr. Wegen ihres extrem tiefen und dunklen Stils werden sie oft auch unter dem Genre Depressive Black Metal eingeordnet. Der Name der Band wurde von Ynleborgaz ausgewählt, da er, seiner Aussage nach, nicht unter den ganzen „finsteren“ Namen der anderen Black-Metal-Bands untertauchen und das Thema der Band präsentieren möchte.

## Bandgeschichte
2004 gründete Ynleborgaz (Rückwärts für Zagrobelny, den Nachnamen des Musikers) und Demonica die Band Make a Change… Kill Yourself. Kurz darauf unterschrieben sie einen Plattenvertrag bei Black Hate Productions, welches 2005 daraufhin ihr selbstbetiteltes Debütalbum Make a Change… Kill Yourself veröffentlichte. 2007 folgte das Album II, das nur zwei Stücke enthielt. Im Jahr 2012 wurde das dritte Album mit dem Titel Fri veröffentlicht.

## Stil
Die Musik ist oftmals durch einen Black-Metal-typischen monotonen Gitarrenklang geprägt. Das Projekt befasst sich in seinen Stücken mit Themen wie Suizid oder Verlusten gemeinsam mit individuellen, persönlichen und menschlichen Abgründen, und überschreitet darin für gewöhnlich die 10-Minuten-Grenze. Bestärkt wird die niedergeschlagene und verzweifelte Stimmung durch melancholische Gitarrenriffs und verzweifelten Gesang.

## Diskographie
- 2005: Make a Change… Kill Yourself
- 2007: II
- 2012: Fri
- 2018: IV
- 2019: Oblivion Omitted